# Виват, Россия!
Открытый Международный Турнир по спортивным танцам «Вива́т, Россия!» — с 2007 ежегодный танцевальный турнир, проходящий в Краснодарском крае. С 2007 турнир имеет статус международного и проводится в Адлерском районе города Сочи, с 2009 и по сей день — в Центральном районе Сочи. Конкурс включает две программы: европейскую и латиноамериканскую.
Танцоры первой группы представляют на суд жюри медленный вальс, танго, венский вальс, медленный и быстрый фокстрот. Участники латиноамериканской программы исполняют такие танцы, как латина, самба, ча-ча-ча, румба, пасодобль и джайв.
«Виват, Россия!» — традиционный турнир международной федерации танцевального спорта WDSF. Каждый участник этого турнира получает рейтинговые очки и в зависимости от занятого места поднимается в мировом рейтинге. Статус International — самый высокий среди мировых рейтингов, поэтому на турнире «Виват, Россия!» пары получают максимальное количество очков.
«Виват, Россия!» — также официальный рейтинговый турнир Союза танцевального спорта России. За участие в турнире пары получают очки и поднимаются в российском рейтинге. Это даёт возможность лучшим парам по итогам года, на чемпионате России следующего года, пропускать самые тяжёлые отборочные туры.
Турнир «Виват, Россия!» входит в число обязательных для участия пар, повышающих свой танцевальный класс. Для перехода в следующий класс паре необходимо получить на турнире не менее двух рейтинговых очков. Такой статус есть ещё у турнира «Слава России», Чемпионатов и первенств России. Других таких турниров больше нет.
ОМТ «Виват, Россия!» признан вторым по величине международным танцевальным турниром.

## Правила
На международных турнирах применяются правила WDSF.
На всех остальных турнирах применяются правила СТСР, в частности правила костюма и ограничения фигур.
В каждый следующий тур, кроме финала, судьи должны выводить половину участвующих в туре пар.
В финал выводится 6 пар. В случае равенства очков у двух пар в финал может быть выведено 7 пар. Во всех других спорных случаях решение о количестве финалистов принимает главный судья.

### Фигуры
- Во всех квалификационных группах запрещается исполнять поддержки.
- В классах «Е», «Д», «С» нельзя делать позы (line), прыжки, Grand Battement, Developpe, Attitude, Grand Rond, низкие растяжки. Броски типа kick и flick можно делать с подъёмом ноги не выше чем на 45 градусов.
- В классах «Е» и «Д» необходимо исполнять только фигуры, перечисленные в правилах, строго придерживаясь унифицированной техники и ритма.
- В латиноамериканских танцах используются только основные позиции рук (видоизмененные 1,2,3 позиции). Без соединения рук можно танцевать не более 4 тактов (в танце джайв — 6).
- В танце «ча-ча-ча» вместо шассе можно исполнять в классе «Д» Ronde Chasse, Hip Twist Chasse, Slip Chasse. В классе «С» можно танцевать Crossover Chasse, Ronde Close Chasse, Three Step Turn.
- В ритме «гуапача» в ча-ча-ча можно танцевать в классе «Д» Close Basic, Check. В классе «С» — Time Step, Fan, Turkish Towel, Cross Basic.
- В танце джайв разрешается в классе «Д» в фигуре Ball Change вместо точки исполнять «флик». В классе «С» можно вместо шассе танцевать Single Step, Double Step.
- Во всех латиноамериканских танцах разрешается в классе «C» исполнять фигуры в различных позициях, характерных для данного танца и использовать различные положения рук. Например, в самбе можно танцевать в теневой позиции фигуры Travelling Volta, Circular Volta, Bota Fogos, Corta Jaca, Crusado Locks, Roll. В ча-ча-ча: Open Basic, Close Basic, Time step в ритме «гуапача», Ronde Chasse, Cuban Break, Split Cuban Break.
- В европейских танцах разрешается в классе «С» соединять элементы фигур, партнеру танцевать шаги дамы и наоборот. Допускается танцевать фигуры из других европейских танцев.

### Экипировка спортсменов
- Спортивный костюм должен соответствовать характеру каждой дисциплины, должен передавать и воплощать каждый из характеров: европейские танцы и латиноамериканские танцы.
- Спортивный костюм должен закрывать интимные части тела спортсмена.
- Спортивный костюм и макияж должны соответствовать возрасту и уровню мастерства спортсменов.
- Использование религиозной символики в качестве отделки костюма или ювелирных украшений запрещено (это не относится к нательным ювелирным украшениям).
- Главный судья может попросить спортсмена снять ювелирное украшение и/или заменить спортивный костюм, если это представляет собой опасность для самого спортсмена или других лиц.
- Разрешается выступать в костюмах для более низких категорий.
- Любое использование материала, цвета, кроя или иного приспособления, которые создают впечатление несоблюдения настоящих правил спортивного костюма, даже если не происходит нарушения буквальной формулировки настоящих правил, может быть расценено Главным судьей как нарушение настоящих правил.
- Если костюм спортсмена не соответствует настоящим Правилам спортивного костюма, и спортсмен получает предупреждение от Главного судьи, он или она обязан выполнить правило, в противном случае он или она будет дисквалифицирован.

## История создания турнира
Идея создания турнира принадлежит Президенту Федерации танцевального спорта России Павлу Дорохову и Владимиру Штуркину, руководителю Центра спортивного танца «Динамо», члену Президиума ФТС Кубани. В 2005 году состоялся первый пробный турнир, носивший тогда имя «Жемчужина России». Это название было дано в честь города Сочи, в котором проходил турнир. Местом проведения мероприятия стал Летний театр.
Соревнования 2005 года показали, что спортсмены со всей России и ближнего зарубежья проявили интерес к турниру. Кроме российских спортсменов в первых соревнованиях принимали участие представители Украины и Армении. В августе 2006 года в Сочи прошёл второй турнир по спортивным танцам. Поскольку соревнования имели немалый успех, решено было создать на побережье Чёрного моря знаковый турнир, который привлечет внимание не только российских танцевальных пар, но и зарубежных.

## Организаторы турнира
- Всемирная федерация танцевального спорта (англ.)
- Союз танцевального спорта России
- Министерство физической культуры и спорта Краснодарского края
- Союз танцевального спорта Краснодарского края

## Символ турнира
Отличие турнира «Виват, Россия!» от аналогичных мероприятий — ежегодно обновляемый уникальный символ, которым является танцующая пара. Символы выполнены в единой стилистике.

## Хроника проведения турниров[6]

### Виват, Россия! — 2007
Первый открытый международный турнир «Виват, Россия!».
Проходил с 28 июня по 1 июля в спорткомплексе «им. Александра Карелина» в Адлере. Принимали участие 1217 пар в 29 группах.
Также в рамках этого турнира официально прошёл Кубок мэра города Сочи. Турнир проходил при поддержке Исполкома ФТС России, Заявочного комитета России, Центрального совета «Динамо» России, ГУВД Краснодарского края, Краевого совета «Динамо» Краснодарского края.
В оргкомитет турнира 2007 года входили: Исполком ФТСР, Павел Дорохов — президент ФТС России, Владимир Штуркин — руководитель ЦСТ «Динамо» Краснодарского края, Алексей Кравец — танцор международного класса, мастер спорта России по спортивным танцам и тренер ЦСТ Динамо, Олег Земцов — руководитель Танцевального клуба «Водолей», Сергей Швецов и Лиана Закржевская — руководители танцевального клуба «Арго».

### Виват, Россия! — 2008
Место проведения — пансионат «Весна» и спорткомплекс «им. Александра Карелина» в Адлере.
Соревнования проводились с 26 по 29 июня. Второй год подряд на турнире проходил Кубок мэра города Сочи. Количество участников турнира в 2008 году увеличилось до 1554 пар, расширилась и их география. В турнире приняли участие 1554 пары в 28 группах. Мероприятие было отмечено очень сильным составом участников в детских возрастных категориях с 7 до 9 лет и с 10 до 11 лет.

### Виват, Россия! — 2009
Турнир проходил с 23 по 28 июня в концертном зале «Фестивальный» в городе Сочи, в 31 группе выступили 2257 пар из 64 регионов России и 25 стран мира.
Впервые в рамках турнира был проведен Чемпионат России среди команд Федеральных округов России. И также впервые за всю историю ФТС России, собрались представители всех 9 федеральных округов. Проявил внимание к проекту «Виват, Россия!» и губернатор Кубани, поэтому турнир в 2009 году прошёл при поддержке Департамента комплексного развития курортов и туризма на Кубани.
В качестве главного судьи соревнований совместно с Павлом Дороховым на турнире присутствовал спортивный директор IDSF Хайнс Шпекер (Heinz Spaeker) из Германии.

### Виват, Россия! — 2010
Международный открытый турнир по спортивным танцам «Виват, Россия! — 2010» проходил 22-27 июня в концертном зале «Фестивальный», г. Сочи. 2526 пар представляли 14 стран и 62 региона России в 27 группах.
Судейская коллегия из 38 регионов отметила высокий уровень спортсменов. В рамках турнира также прошёл Кубок Краснодарского края по спортивным танцам.
В 2010 году «Виват, Россия!» стал вторым танцевальным турниром в мире по количеству участников.
Участники турнира отмечают:

…мы были очарованы красотой этого турнира, несмотря на ураган в первый день.

### Виват, Россия! — 2011
V Международный турнир по спортивным танцам «Виват, Россия! — 2011» проходил 22-26 июня в концертном зале «Фестивальный». 2800 пар из 22 стран и 61 региона России участвовали в 30 группах. Судейскую коллегию составили судьи из 17 стран мира. В рамках проведения ОМТ «Виват, Россия!» — 2011 состоялась XVI ежегодная Церемония вручения Национальной премии «Экзерсис» за вклад в развитие танцевального спорта в 2010 году. Номинанты подготовили выступления по мотивам известных зарубежных кинофильмов.

## Тенденции турнира

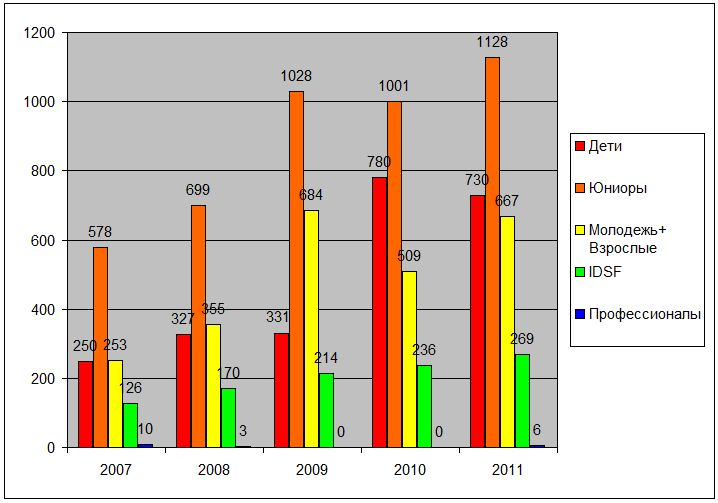
Тенденции развития турнира «Виват, Россия!», 2007—2011 гг.

Количество участвующих пар по годам:
| Категория         | 2007 | 2008 | 2009 | 2010 | 2011 | 2012   | 2013   | 2014   |
| ----------------- | ---- | ---- | ---- | ---- | ---- | ------ | ------ | ------ |
| Дети              | 250  | 327  | 331  | 780  | 730  | 618    | 664    | 1055   |
| Юниоры            | 578  | 699  | 1028 | 1001 | 1128 | 1585   | 933    | 1657   |
| Молодёжь+Взрослые | 253  | 355  | 684  | 509  | 667  | 900    | 647    | 433    |
| IDSF/WDSF         | 126  | 170  | 214  | 236  | 269  | неизв. | неизв. | неизв. |
| Профессионалы     | 10   | 3    | 0    | 0    | 6    | неизв. | неизв. | неизв. |
| Итого             | 1217 | 1554 | 2257 | 2526 | 2800 | 3103   | 2244   | 3397   |

Количество участников ежегодно растёт, и в июне 2012 года организаторы планируют участие более 3500 пар в Международном турнире по спортивным танцам «Виват, Россия!».